# Miguel Bravo Sentíes
Miguel Bravo y Sentíes (La Habana, Cuba, 1833-Cárdenas, Matanzas, Cuba, 3 de diciembre de 1881) fue un médico, militar y político cubano del siglo XIX. 

## Orígenes y primeros años
Miguel Bravo Sentíes nació en La Habana, Cuba, en 1833. Médico de profesión, se asentó en la importante ciudad portuaria de Cárdenas, en Matanzas, en donde llegó a ser concejal. A fines de la década de 1860, Bravo Sentíes comenzó a involucrarse en conspiraciones independentistas.
Una vez iniciada la Guerra de los Diez Años (1868-1878), primera guerra por la independencia de Cuba, Bravo Sentíes planeaba encabezar un alzamiento en su ciudad, pero fue encarcelado por las autoridades españolas y deportado a la isla de Fernando Poo, en África. Logró escapar y se exilió en Nueva York. Posteriormente, fue designado agente de la República de Cuba en Armas en Venezuela. 
Escribió un libro llamado "Revolución cubana: deportación a Fernando Póo: relación que hace uno de los deportados". Incorporado a una de las expediciones del vapor "Virginius" en 1871, desembarcó el 21 de junio por la costa sur del Oriente de Cuba, pasando a formar parte del Ejército Mambí.

## Guerra de los Diez Años
Carlos Manuel de Céspedes, presidente entre 1869 y 1873, nombró a Bravo Sentíes como Secretario de la Guerra y lo ascendió a General de Brigada (Brigadier). Entre 1871 y 1873, Bravo Sentíes fungió como Secretario de la Guerra, del Interior y de Relaciones Exteriores. Se opuso a la destitución de Céspedes, a finales de 1873. Entre 1873 y 1874, fue Jefe de Sanidad en Oriente. 
Opuesto al gobierno de Salvador Cisneros Betancourt (1873-1875), este le ordenó pasar al Camagüey, bajo las órdenes del Mayor general Máximo Gómez, pero Bravo Sentíes se quedó en Las Tunas. Formó parte de la organización secreta conocida como los "Hermanos del Silencio", cuyo principal objetivo era vengar la injusta destitución de Céspedes. 
Bravo Sentíes fue uno de los principales generales que tomaron parte en la Sedición de Lagunas de Varona, en abril de 1875. Dicha sedición culminó en la renuncia a la presidencia de la República en Armas de Cisneros Betancourt. En mayo de 1875, resultó electo diputado de la Cámara de Representantes. Fue capturado por tropas enemigas cerca de Bayamo, el 8 de febrero de 1878. Dos días más tarde, el 10 de febrero de 1878, se firmó el Pacto del Zanjón, que puso fin a la guerra. 

## Últimos años y muerte
Tras el fin de la guerra y su liberación, Bravo Sentíes se sumó a la corriente autonomista que propugnaba conseguir por medios políticos la autonomía para Cuba. El 1 de agosto de 1878, Bravo Sentíes estuvo entre los fundadores del Partido Liberal Autonomista, junto a Juan Bautista Spotorno, Emilio Luaces, José María Gálvez, Carlos Saladrigas, Ricardo del Monte y Antonio Govín. 
Gravemente enfermo de una enfermedad que había contraído durante la guerra, su salud se fue deteriorando con el paso de los años. Miguel Bravo Sentíes falleció en Cárdenas, Matanzas, Cuba, el 3 de diciembre de 1881. Tenía al morir 48 años.